# VdgB Sachsen-Anhalt
Die VdgB Sachsen-Anhalt war 1945 bis 1952 der Landesverband der Massenorganisation Vereinigung der gegenseitigen Bauernhilfe (VdgB) in der Provinz Sachsen bzw. dem Land Sachsen-Anhalt in der SBZ und der DDR.

## Geschichte
Nach der Machtergreifung der Nationalsozialisten 1933 wurden der Landwirtschaftliche Central-Verein der Provinz Sachsen und die Landwirtschaftskammer gleichgeschaltet und in den Reichsnährstand bzw. die Landesbauernschaft Sachsen-Anhalt überführt. Nach dem Zweiten Weltkrieg wurden der Reichsnährstand und die Landesbauernschaften aufgehoben. Seit Herbst 1945 wurden auf lokaler Ebene Kommissionen für die Bodenreform und Ausschüssen der gegenseitigen Bauernhilfe gegründet. Im Frühjahr 1946 entstanden daraus die Landesverbände der Vereinigung der gegenseitigen Bauernhilfe (VdgB), darunter die VdgB der Provinz Sachsen, als Körperschaften öffentlichen Rechts. Diese waren Nachfolger der bäuerlichen Vereine, Kammern und der landwirtschaftlichen Genossenschaftsverbände. Ziel der Organisation war es, zunächst die Bodenreform und später den Aufbau einer sozialistischen Landwirtschaft zu unterstützen.
Daneben hatte sie die Funktion einer politischen Partei. Die VdgB der Provinz Sachsen erreichte bei der Landtagswahl in der Provinz Sachsen 1946 einen Stimmenanteil von 2,5 % und zwei Sitze. Das (gemessen an der Zahl der Bauern) niedrige Wahlergebnis lag auch daran, dass alle drei Abgeordneten der VdgB in der Provinz Sachsen SED-Mitglieder waren und eine unabhängige Arbeit der Parlamentarier im Sinne der Bauern nicht möglich war. Gewählt wurden Walter Biering, der Vorsitzende der VdgB in der Provinz Sachsen und Otto Körting, der Zonenvorsitzende der VdgB, der Vizepräsident des Landtags wurde. Im Juli 1950 wurde Körting dann wegen angeblicher „reaktionärer Umtriebe“ auch aus der SED ausgeschlossen und verlor sein Landtagsmandat. Nachrücker wurde Alois Pisnik. Bei den Scheinwahlen zum Landtag 1950 wurden Erich Scheinhardt und Hans Sroda zu Landtagsabgeordneten für die VdgB bestimmt. 
Mit der Abschaffung der Länder in der DDR 1952 endeten zunächst alle landesbezogenen Organisationen und gingen in denen der Bezirke auf.